# Marzocco
Le Marzocco est une statue de Lion en pietra serena avec un blason aux armes du Lys de Florence. Il date de la République florentine et symbolise le pouvoir populaire des florentins et l'armée florentine.

## Historique
Florence est durant la Rome antique et l'empire romain dédiée à Mars, dieu de la guerre de la mythologie romaine. 

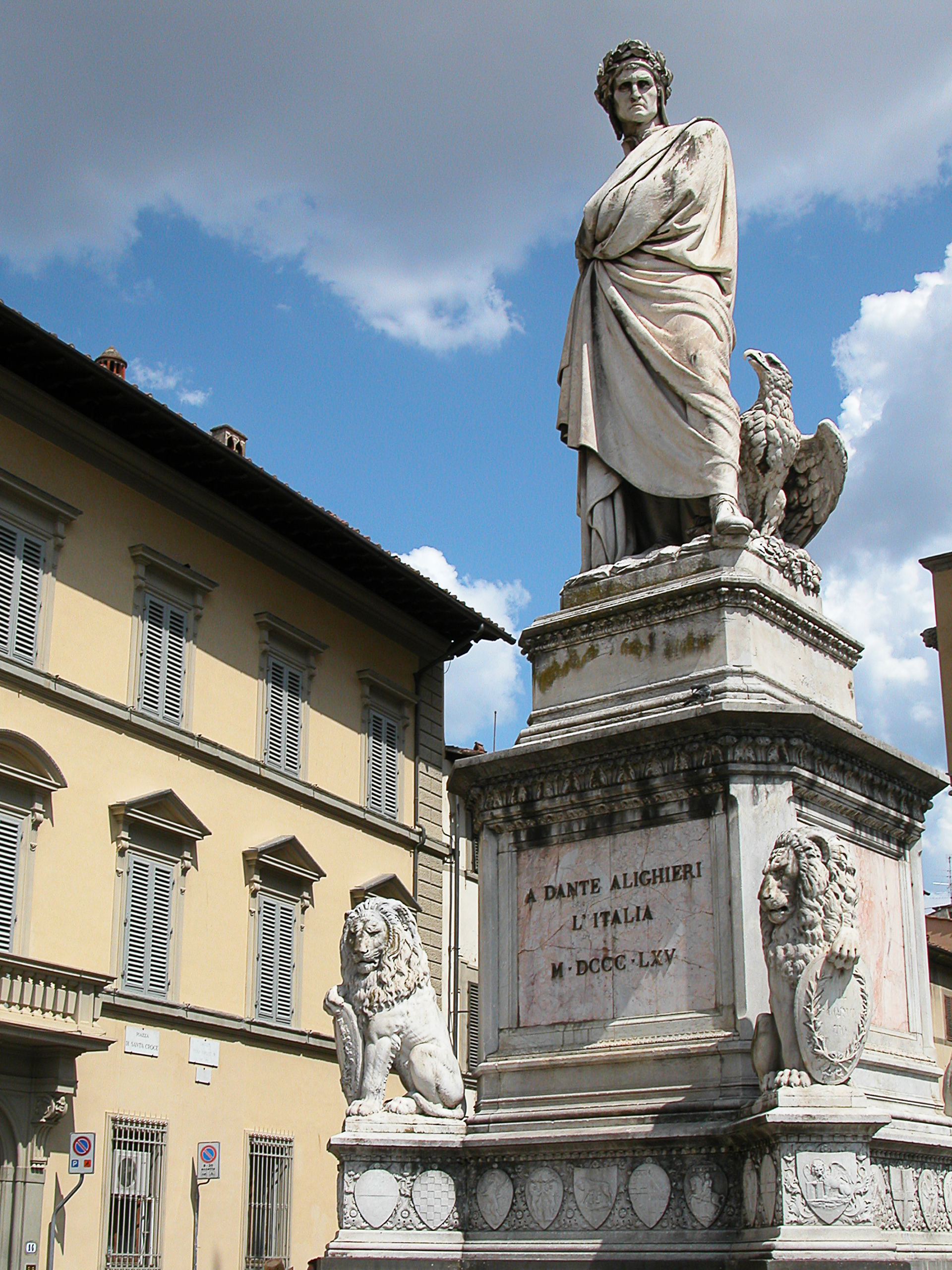
Statue de Dante Alighieri et Marzoccos, basilique Santa Croce de Florence.
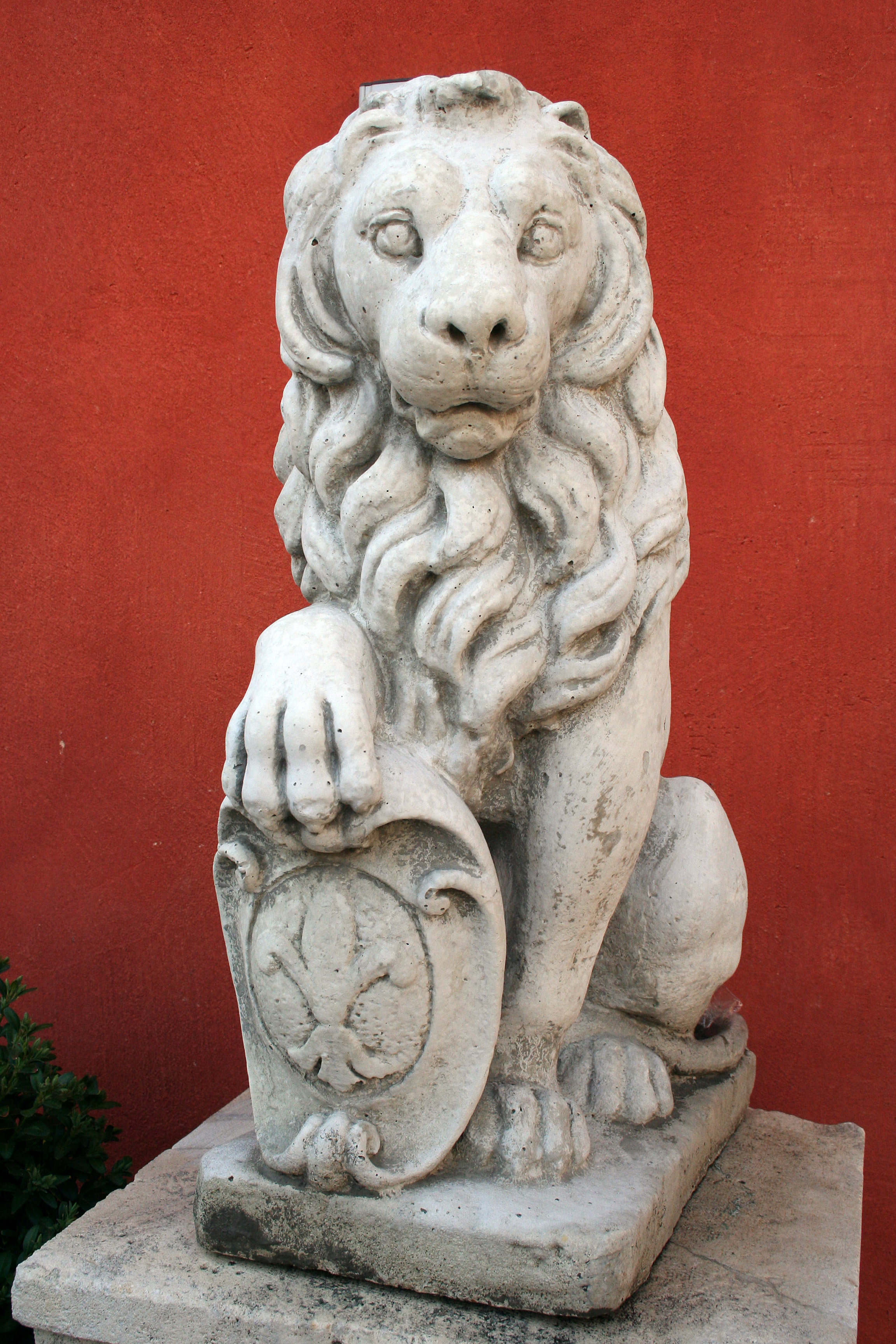
Marzocco de San Giovanni Valdarno.
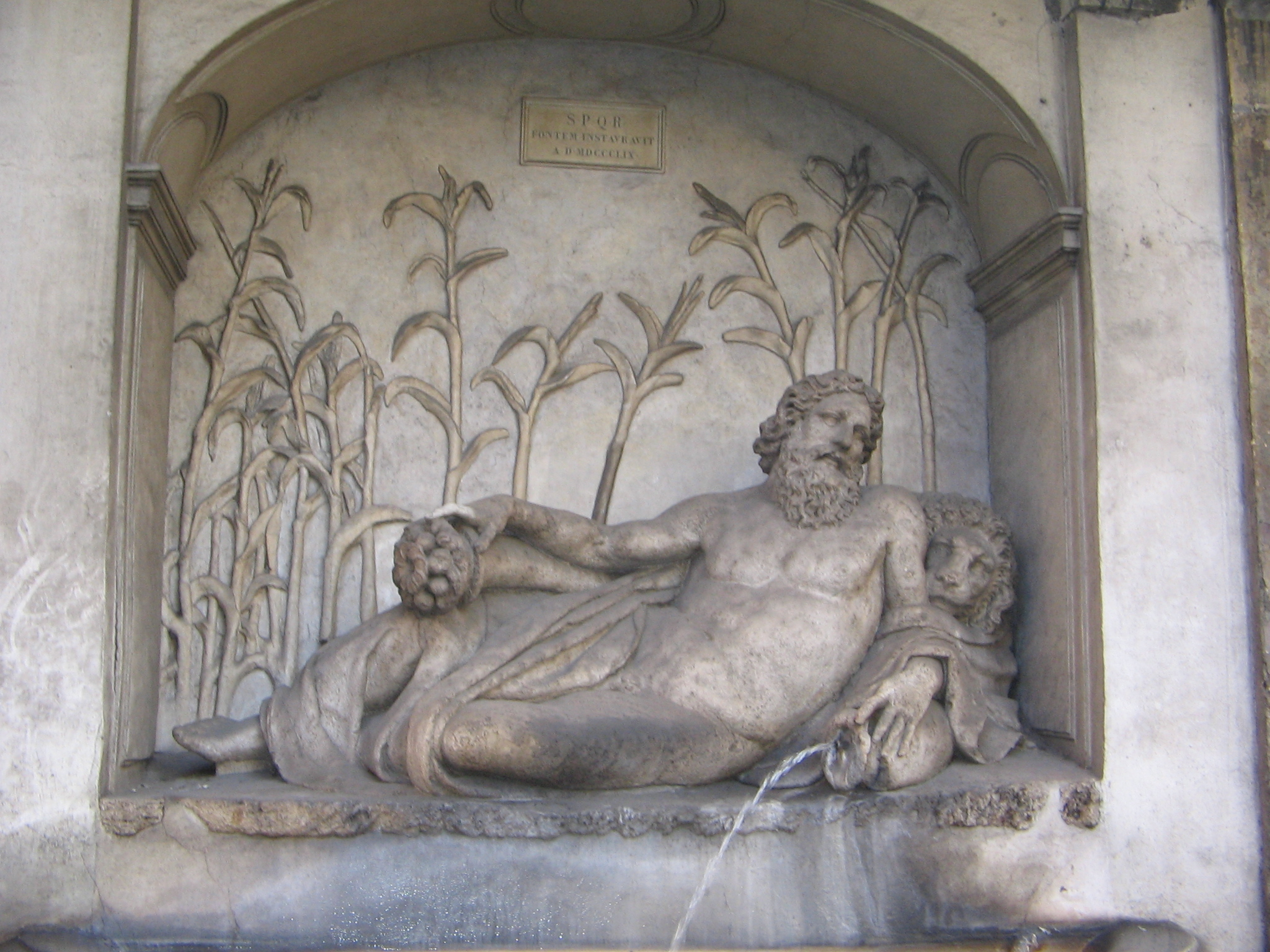
L'Arno et le Marzocco, quatre fontaines de Rome.
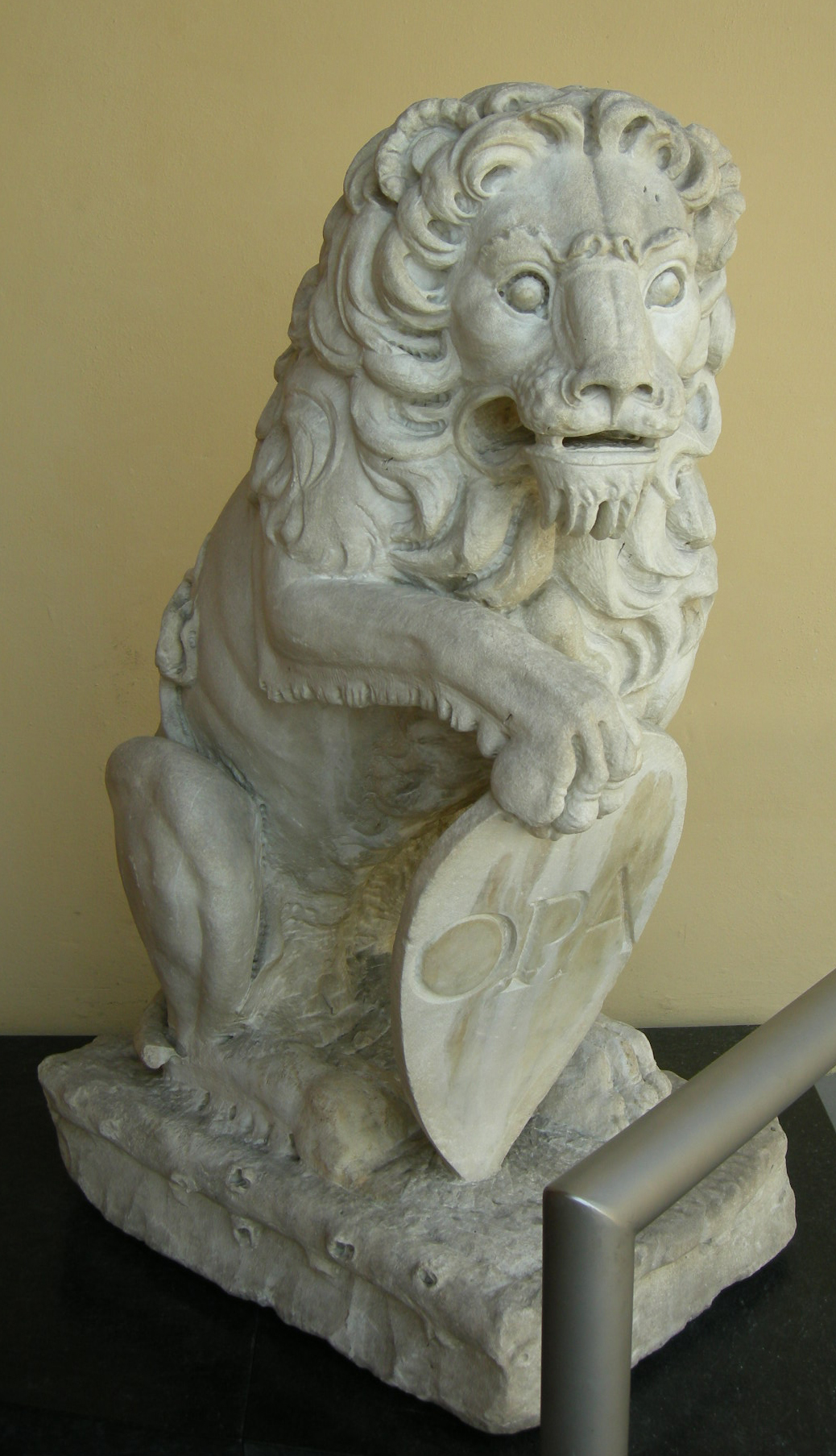
Marzocco du museo dell'Opera del Duomo (Florence).
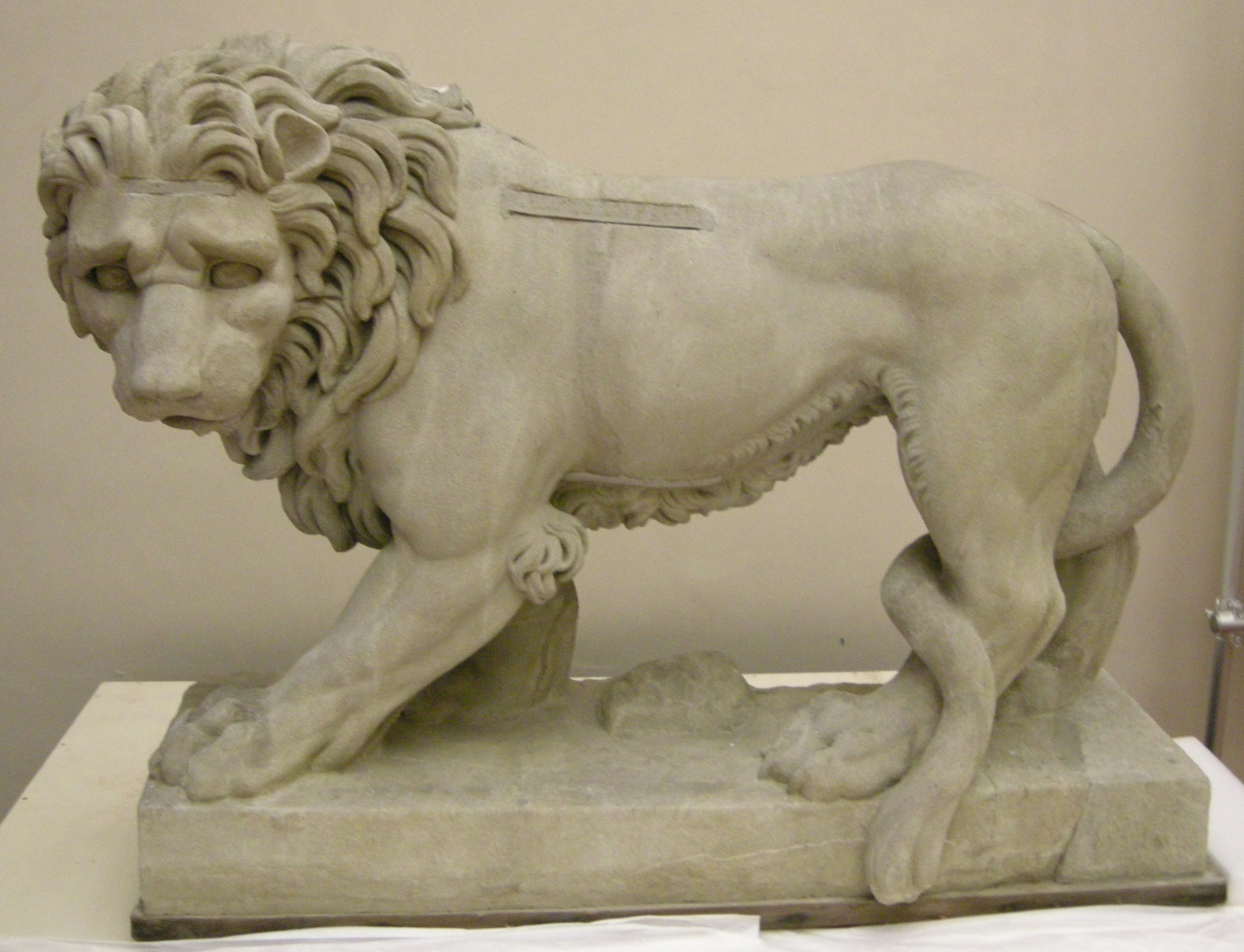
Marzocco du Musée Bardini de Florence.
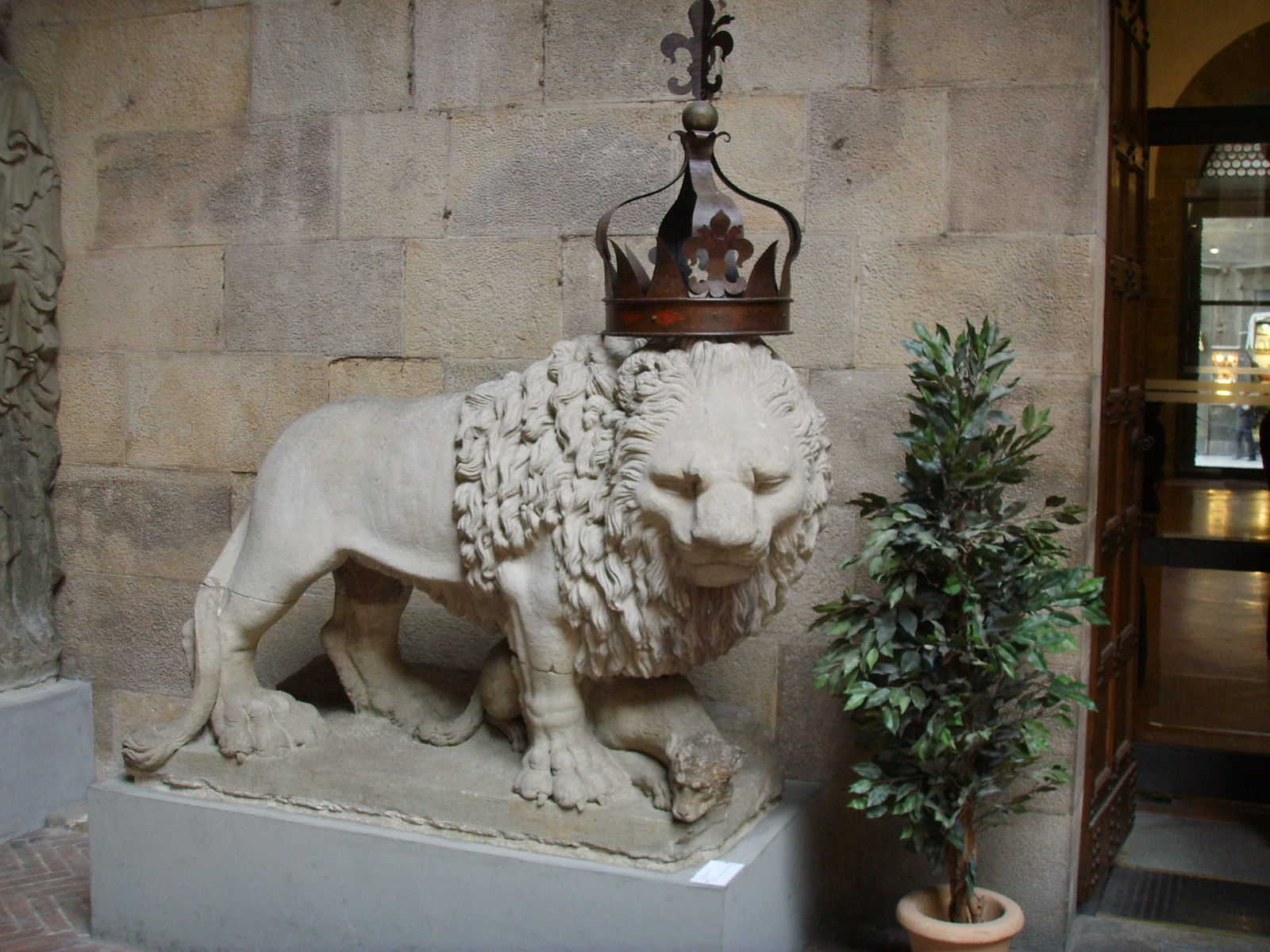
Marzocco du Musée national du Bargello.
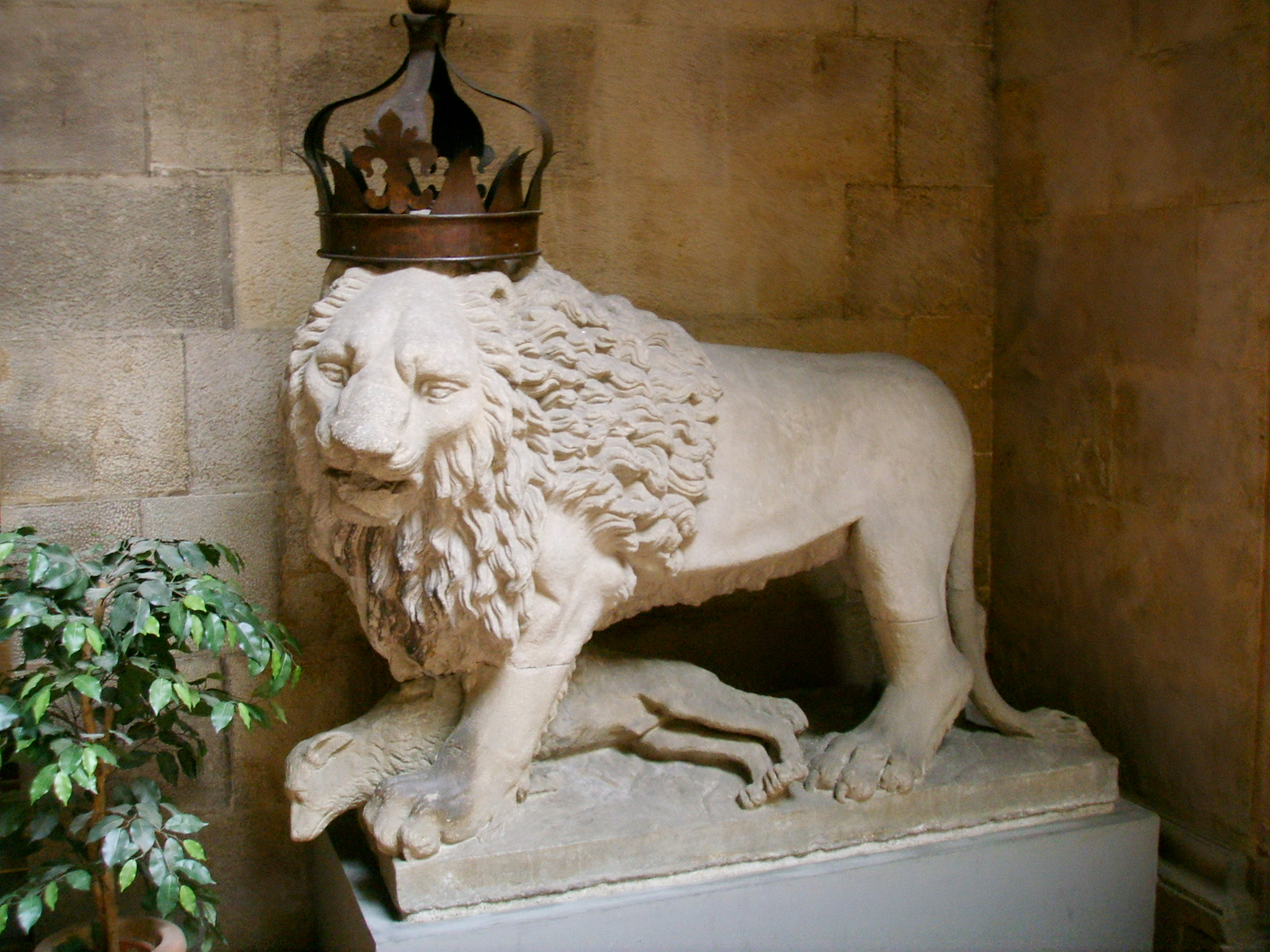
Marzocco du Musée national du Bargello.

En 1266 à la suite de la bataille de Montaperti entre guelfes et gibelins, le lion et le lys rouge sur fond argent des guelfes (partisans du pape) deviennent les emblèmes de Florence lorsque ceux-ci prennent définitivement le pouvoir de la cité aux gibelins (partisans de la maison de Hohenstaufen du Saint-Empire romain germanique avec pour animal-emblème l’aigle impérial et le lys blanc sur fond rouge). 
La statue du marzocco est commandée par la République florentine au sculpteur Donatello qui la réalise entre 1419 et 1420. Elle est destinée à décorer l'escalier des appartements pontificaux de la Basilique Santa Maria Novella pour la visite du pape Martin V (1368–1431) à Florence. Sa puissance sereine, sa force tranquille symbolisent la république. Marzocco rappelle la forme et le nom déformé d’une statue antique endommagée du dieu Mars, aujourd’hui disparue, placée de 1420 à 1810 près du Ponte Vecchio voisin. 

Lys de Florence.
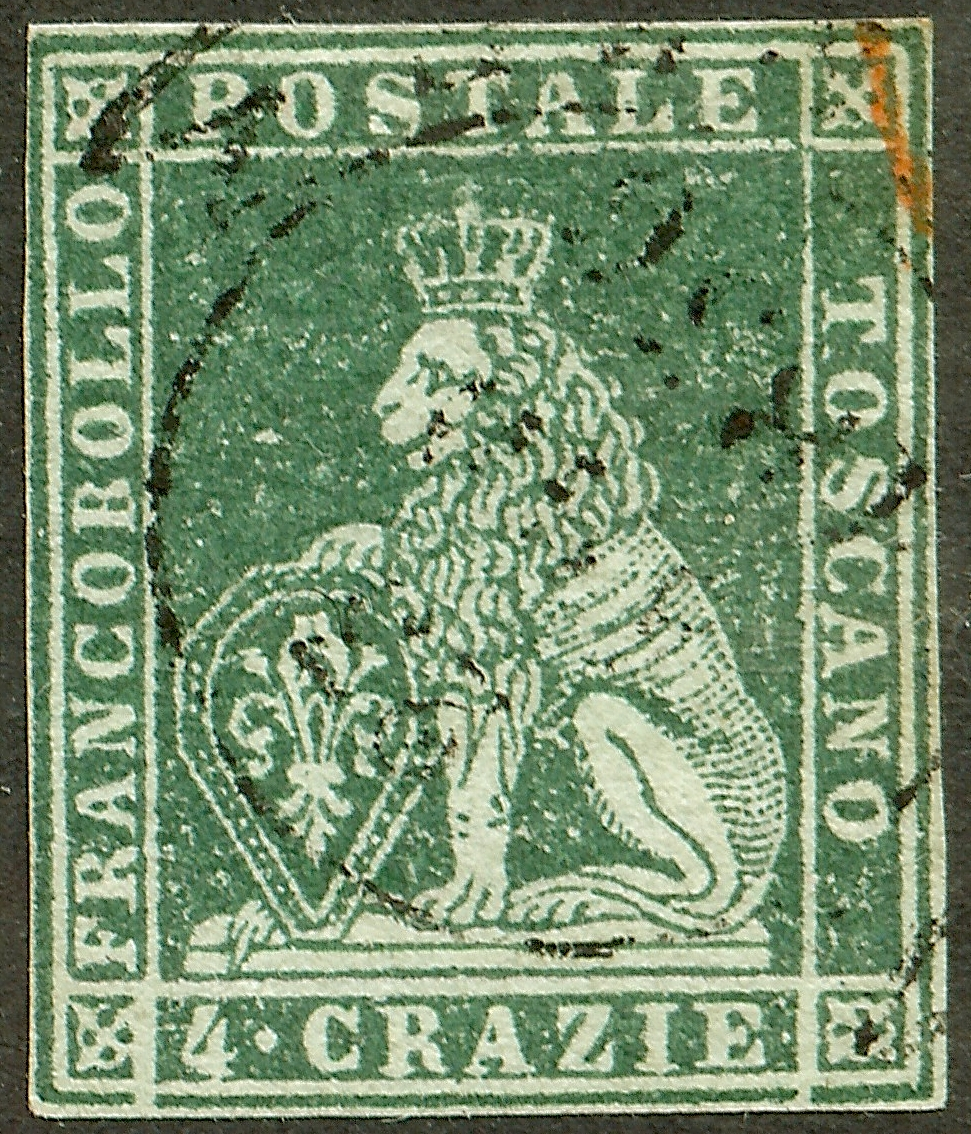
Le Marzocco fut couronné sur la première émission de Toscane en 1851.
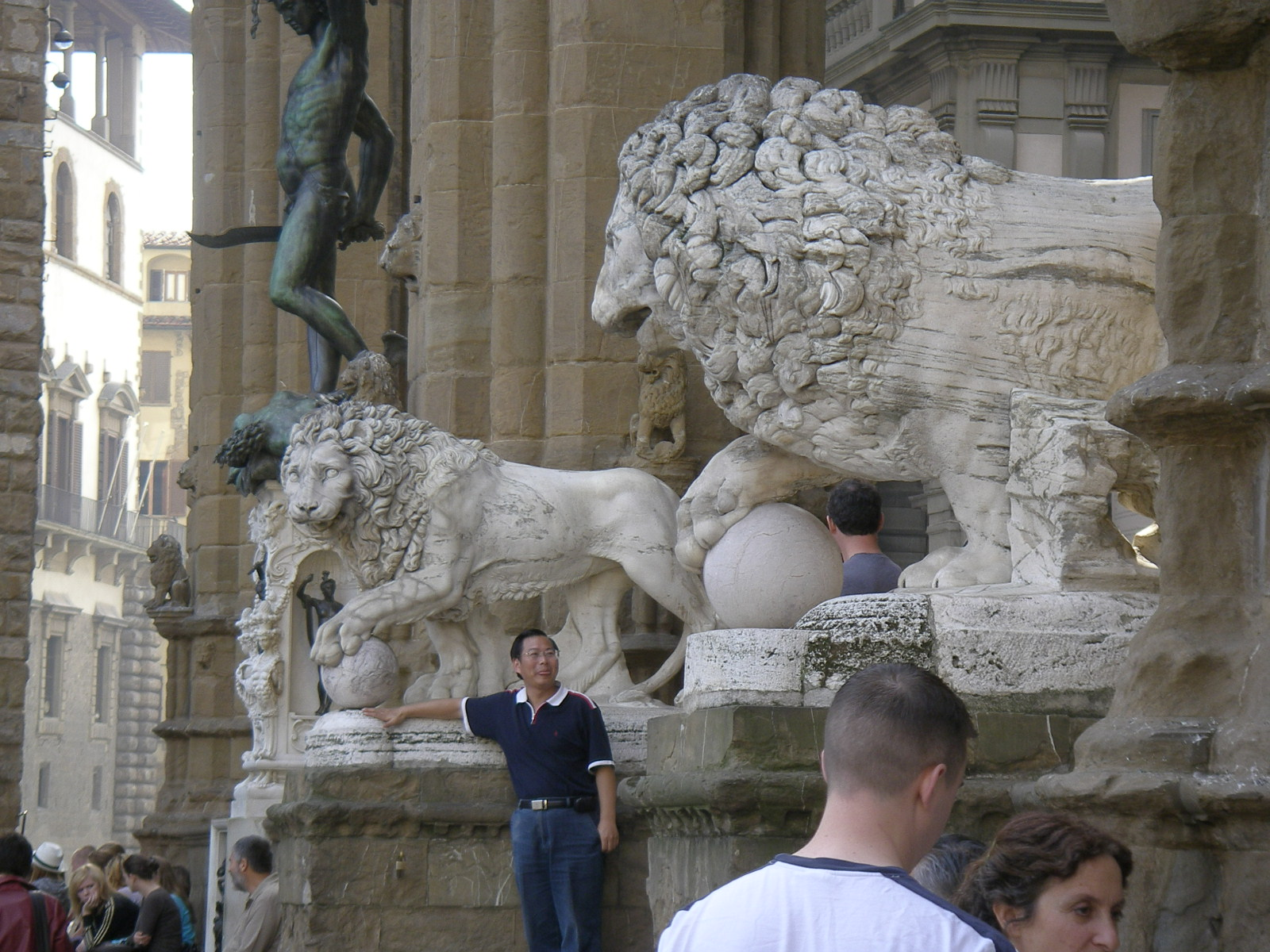
Lions Médicis de la Loggia dei Lanzi, piazza della Signoria.

En 1812 le marzocco de Donatello est transféré au pied du Palazzo Vecchio, à droite de la fontaine de Neptune, sur la piazza della Signoria, à titre de symbole du pouvoir populaire du peuple florentin et de l'armée florentine. Elle est depuis remplacée par une réplique, l'originale étant conservée au musée national du Bargello de Florence. Les lions de Florence sont représentés dans de nombreuses villes de Toscane assujetties par Florence. Les Lions Médicis symbolisent la puissance et la richesse de la famille de Médicis. 
Ce symbole est utilisé pour la première émission de timbres du grand-duché de Toscane (histoire philatélique et postale du Grand-duché de Toscane).